# Microsoft Project
Microsoft Project — программа управления проектами разработки корпорации Microsoft, поставляемая как самостоятельный продукт, так и в составе расширенных редакций пакета Microsoft Office.
Обеспечивает разработку планов, распределение ресурсов по задачам, отслеживание прогресса и анализ объёмов работ, позволяет генерировать расписания критического пути. Расписания могут быть составлены с учётом используемых ресурсов. Цепочка визуализируется в диаграмме Ганта.
Под маркой Microsoft Project доступны сразу несколько продуктов и решений:
- Microsoft Project Standard — однопользовательская версия для небольших проектов;
- Microsoft Project Professional — корпоративная версия продукта, поддерживающая совместное управление проектами и ресурсами, а также управление портфелями проектов с помощью Microsoft Project Server;
- Microsoft Project Web Application — веб-интерфейс для простого редактирования проектов, отчетности о выполнении задач, а также просмотра портфелей проектов и отчетов;
- Microsoft Project Portfolio Server — продукт для отбора проектов для запуска на основе сбалансированных показателей, вошел в состав Microsoft Project Server с версии MS Project 2010.

Начиная с 2013 года Microsoft предоставляется облачная версия Microsoft Project Online.

## Положение на рынке
На рынке малых и однопользовательских решений Microsoft Project с объёмом продаж более $900 млн долларов в год и имея клиентской базой в 20 млн пользователей занимает примерно 80 % рынка. На рынке серверных корпоративных систем по данным Gartner[уточнить] корпорации Oracle (с продуктом Primavera) и Microsoft занимают 1-е и 2-е место по продажам в корпоративном сегменте.